# Salmagundi Club
El Salmagundi Club  es un edificio histórico de un club social ubicado en Greenwich Village en Kips Bay, Nueva York. El Salmagundi Club se encuentra inscrito como un Hito Histórico Neoyorquino en la Comisión para la Preservación de Monumentos Históricos de Nueva York al igual que en el Registro Nacional de Lugares Históricos desde el 25 de julio de 1974. 

## Ubicación
El Salmagundi Club se encuentra dentro del condado de Nueva York en las coordenadas 40°44′03″N 73°59′00″O / 40.734167, -73.983333.